# Темляк

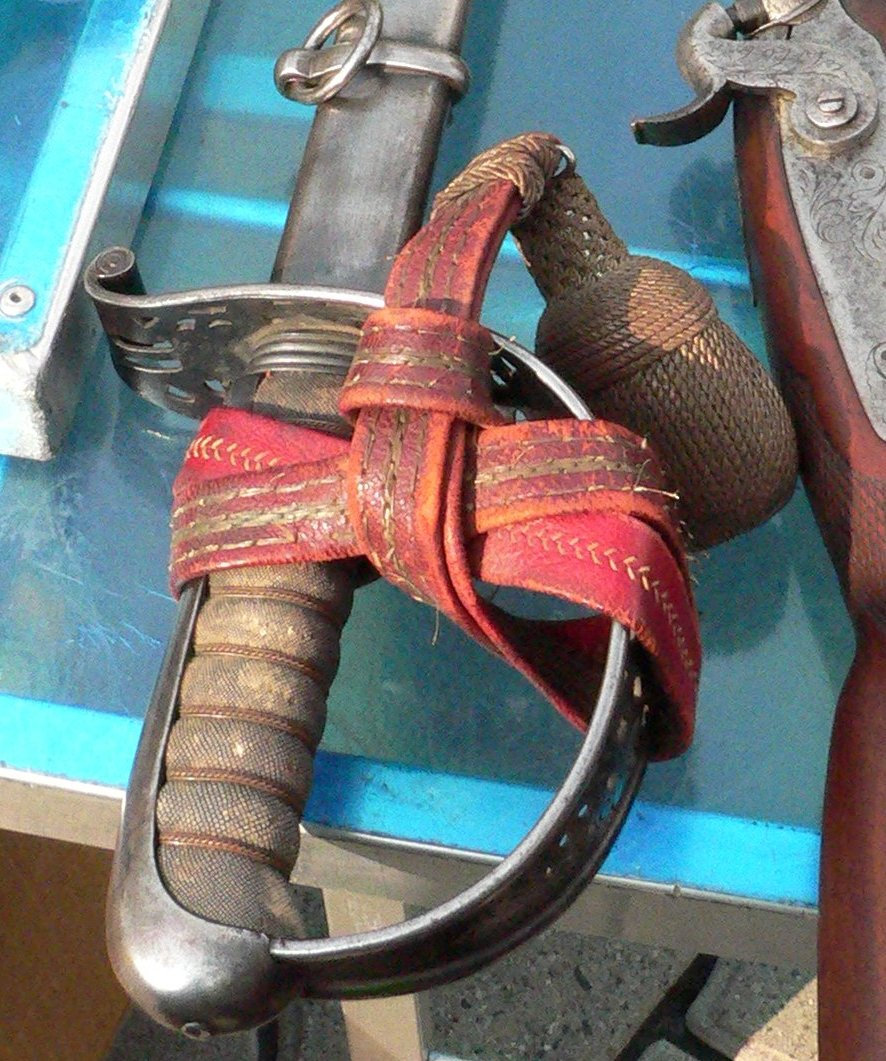
Темляк на ефесі шаблі

Темля́к (запозичення з тюркських мов: пор. тат. tämlik — «шабельна портупея») — петля з ременя або стрічки з китицею на кінці на ефесі холодної зброї. Також так називають страхувальну петлю на держаку деяких інструментів (наприклад, льодоруба).

## Призначення
Призначається для надягання на руку і служить для:
- Запобігання втраті зброї при випадковому випаданні її з рук.
- Надає можливість швидкого звільнення руки простим відпусканням зброї.
- При уколі темляк не дає руці зісковзнути на лезо, оберігаючи руку від порізів і виконуючи тим самим роль обмежувача.
- Залишивши зброю висіти на руці, можна було скористатися револьвером.
- Темляк може бути також відзнакою на нагородній зброї.

З'явилися темляки ще в лицарські часи. Пізніше в різних арміях темляк стали носити офіцери як елемент обмундирування. У російській армії темляк був також відзнакою на нагородній зброї: офіцери, які були нагороджені орденом святої Анни 4-го ступеня за хоробрість, мали носити темляк зі стрічки цього ордена (орденська стрічка червоного кольору з жовтою облямівкою). Темляк ордена св. Анни закінчувався круглим червоним помпоном. Офіцери, що були нагороджені Золотою зброєю «За хоробрість» носили темляк з георгіївської стрічки.
Коли на прапор або штандарт одягається чохол, то він зв'язується офіцерським темляком; коли чохол знятий, то прапороносець або штандартний унтер-офіцер пов'язує цей темляк на свою холодну зброю. У кінноті і кінній артилерії всім нижнім чинам присвоєно темляк з білої шкіри з такою ж китицею.